# Jagz Kooner
Jagz Kooner (n. Reino Unido) es un productor que ha trabajado con Ràdio 4, Manic Street Preachers, Primal Scream, (con el que produjo su conocida versión de la canción "Some Velvet Morning", cantado por la modelo Kate Moss), Garbage e Infadels. Él ha creado remixes para Massive Attack, Rammstein, Siobhan Fahey, Ladytron, Adam Freeland, Deus, Kasabian y más recientemente con Reverend and the Makers. Su remix de "Swastika Eyes", de Primal Scream aparece como uno de los dos remixes del álbum Xtrmntr. También ha remezclado dos canciones del álbum de Oasis,Dig Out Your Soul. En el CD extra están disponibles sólo como parte de la edición de lujo, Kooner ha remezclado el primer sencillo "The Shock Of The Lightning", así como, la pista del álbum, "The Turning". También ha sido involucrado en la escena Mashup del Reino Unido.
También fue miembro de la banda The Aloof y Sabres of Paradise junto con Andrew Weatherall.